# San José Tenería
San José Tenería är en ort i Mexiko.   Den ligger i kommunen Tenancingo och delstaten Mexiko, i den sydöstra delen av landet, 70 km sydväst om huvudstaden Mexico City. San José Tenería ligger 2 061 meter över havet och antalet invånare är 2 402.
Terrängen runt San José Tenería är lite bergig. Runt San José Tenería är det ganska tätbefolkat, med 120 invånare per kvadratkilometer. Närmaste större samhälle är Malinalco, 4,9 km öster om San José Tenería. I omgivningarna runt San José Tenería växer huvudsakligen savannskog.